# دهستان ینقاق
ینقاق، بخشی است از توابع شهرستان گالیکش در استان گلستان ایران.

## جمعیت
جمعیت این بخش بر اساس سرشماری سال ۱۳۸۵ (۴٬۰۶۴ خانوار) برابر با ۱۷٬۹۵۴ نفر
بوده است.

## اماکن طبیعی
تینگر تپه:
تینگر تپه در فاصله ۱۱۰۰ متری شمال بخش ینقاق از توابع بخش مرکزی و شهرستان گالیکش قرار گرفته است. این تپه با فرم منظم دارای ۳۵۰ متر قطر است، که در امتداد محور شرقی – غربی گسترش یافته است. و حداکثر ۱۲ متر از سطح زمین‌های اطراف ارتفاع دارد. و شامل یک تپه اصلی (شرقی) و دو تپه مجاور غربی می‌باشد. تپه شمالی مرتفع تر از دو تپه و حداکثر ارتفاع آن به ۱۲ متر می‌رسد، حال آنکه تپه‌های غربی آن از ۴ متر فراتر نمی‌رود. با توجه به مواد فرهنگی پراکنده بر روی عرصه و حریم تپه قدمت این اثر به دوره‌های پیش از تاریخ، هزاره اول پیش از میلاد و تاریخی می‌رسد.